# 詹姆斯·奧布萊恩
詹姆斯·C·奧布萊恩（James C. O'Brien）是一位美國律師和外交官，現任美國歐洲及歐亞事務助理國務卿，曾任制裁政策协调办公室主任、以及人质事务总统特使。

## 教育
1978年奧布萊恩畢業於內布拉斯加州奧馬哈克賴頓預科學校。獲得瑪卡萊斯特學院文學士學位、匹茲堡大學文學碩士學位和耶魯大學法學院法學博士學位。

## 職業生涯

### 制裁政策协调办公室
2021年10月，拜登總統提名為奧布萊恩擔任制裁政策协调办公室主任，該職位具有大使等級 。参议院外交委员会於2022年1月12日舉行聽證會。該委員會於2022年3月8日報告了奧布萊恩提名。2022年4月6日奧布萊恩提名在美國參議院得到確認71-26票 。
奥布莱恩于2022年4月14日宣誓就职 。

### 歐洲和歐亞事務
2023年5月19日，喬·拜登總統提名奧布萊恩任美國歐洲及歐亞事務助理國務卿。2023年10月4日在參議院以67票對31票獲得確認。